# Megalobrama
Genre
Megalobrama est un genre de poissons téléostéens de la famille des Cyprinidae et de l'ordre des Cypriniformes. Le genre est composé de 5 espèces indigènes d'eau douce de Chine et en Russie orientale. L'espèce type est "Megalobrama skolkovi" (FishBase 2011). Le nom est dérivé du mot grec « megalos », qui signifie « grand », et du vieux mot français « Brème », un type de poisson d'eau douce.

## Liste des espèces
Selon FishBase (23 août 2015):
- Megalobrama amblycephala Yih, 1955
- Megalobrama elongata Huang & Zhang, 1986
- Megalobrama mantschuricus (Basilewsky, 1855)
- Megalobrama pellegrini (Tchang, 1930)
- Megalobrama terminalis (Richardson, 1846)